# Вулиця Богдана Хмельницького (Кременчук)
Вулиця Богдана Хмельницького — одна з вулиць Кременчука. Протяжність близько 3000 метрів.

## Опис та Розташування
Вулиця розташована у західній частині міста. Тягнеться від центра міста і є продовженням вулиці Перемоги. Проходить по південно-західному краю двох мікрорайонів міста: Щемилівки та Ревівки. Закінчується на перетині з вулицею Пугачова на окраїні міста. Продовженням вулиці Хмельницького є Власівська траса. Власівська траса разом з вулицею Хмельницького є захисною дамбою.
Перетинає такі вулиці:
- Вулиця Ткаченка
- Черкаський провулок
- Вулиця 8-о Березня
- Вулиця Тракторна
- Провулок Недогарський
- Провулок Затонний
- Провулок Річковий
- Вулиця Затонна
- Набережний провулок
- Водний провулок
- Вулиця Короленка
- Вулиця Гійома Боплана
- Провулок Центральний
- Провулок Цивільний
- Вулиця Раїси Кириченко
- Провулок Дачний
- Провулок Бригадний
- Вулиця Весняна
- Вулиця Пирогова
- Вулиця Кільцева

## Будівлі та об'єкти
- Буд. № 3б — ТОВ "Кафе «Романтика»[1]
- Яхтклуб «Посейдон»
- Човнова станція
- Буд. № 5 — Колишня морська школа
- Буд. № 16 — ПрАТ «Кременчуцький ремонтно-механічний завод»[2][3]
- Буд. № 20 — Автосалон «KIA»[4]
- Буд. № 66 — Кременчуцька ЗОШ І—ІІІ ступенів № 2[5]
- Буд. № 163 — СП «Котнар»[1]
- Ревівське кладовище

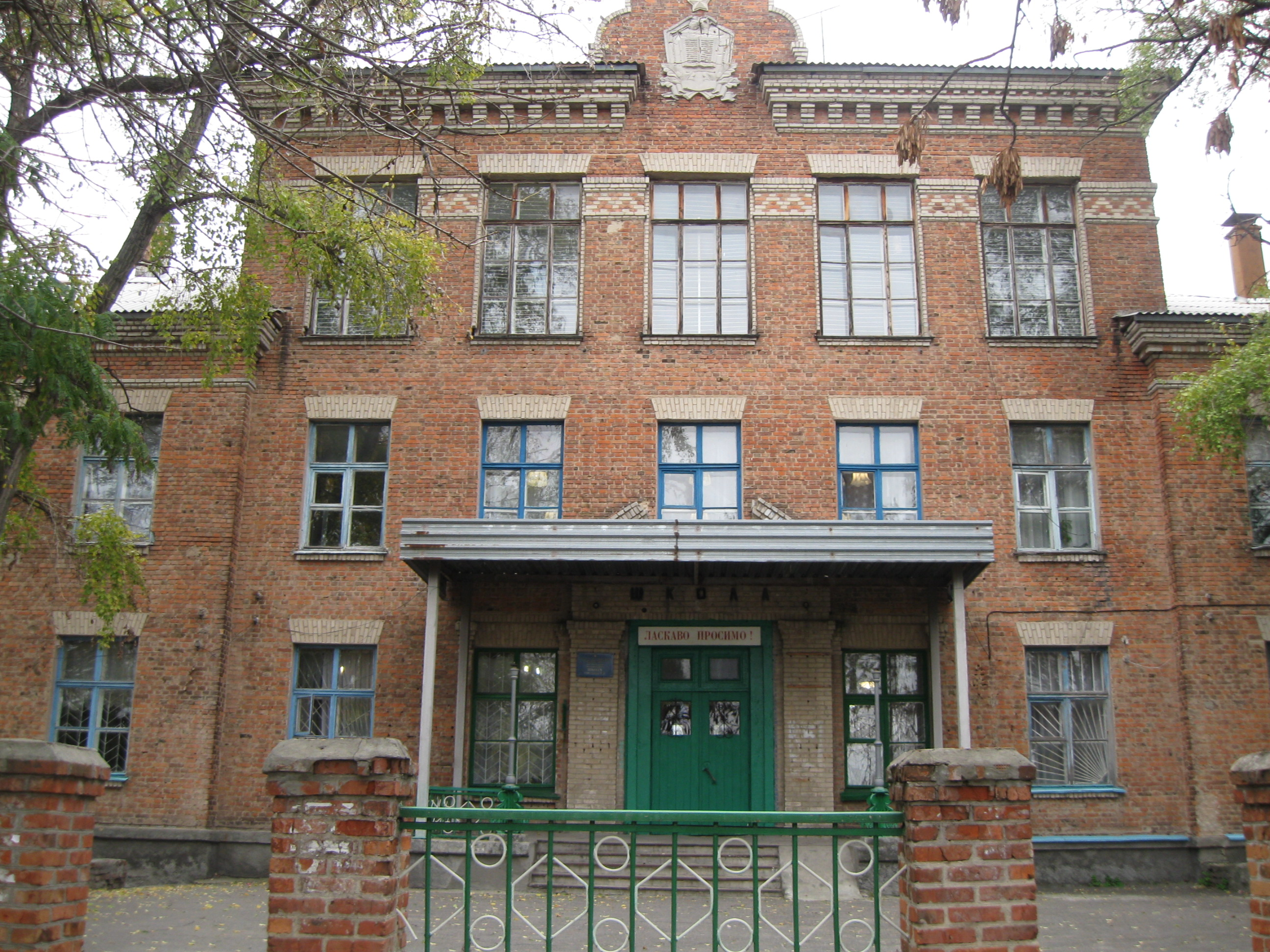
Будівля Кременчуцької загальноосвітньої школи №2
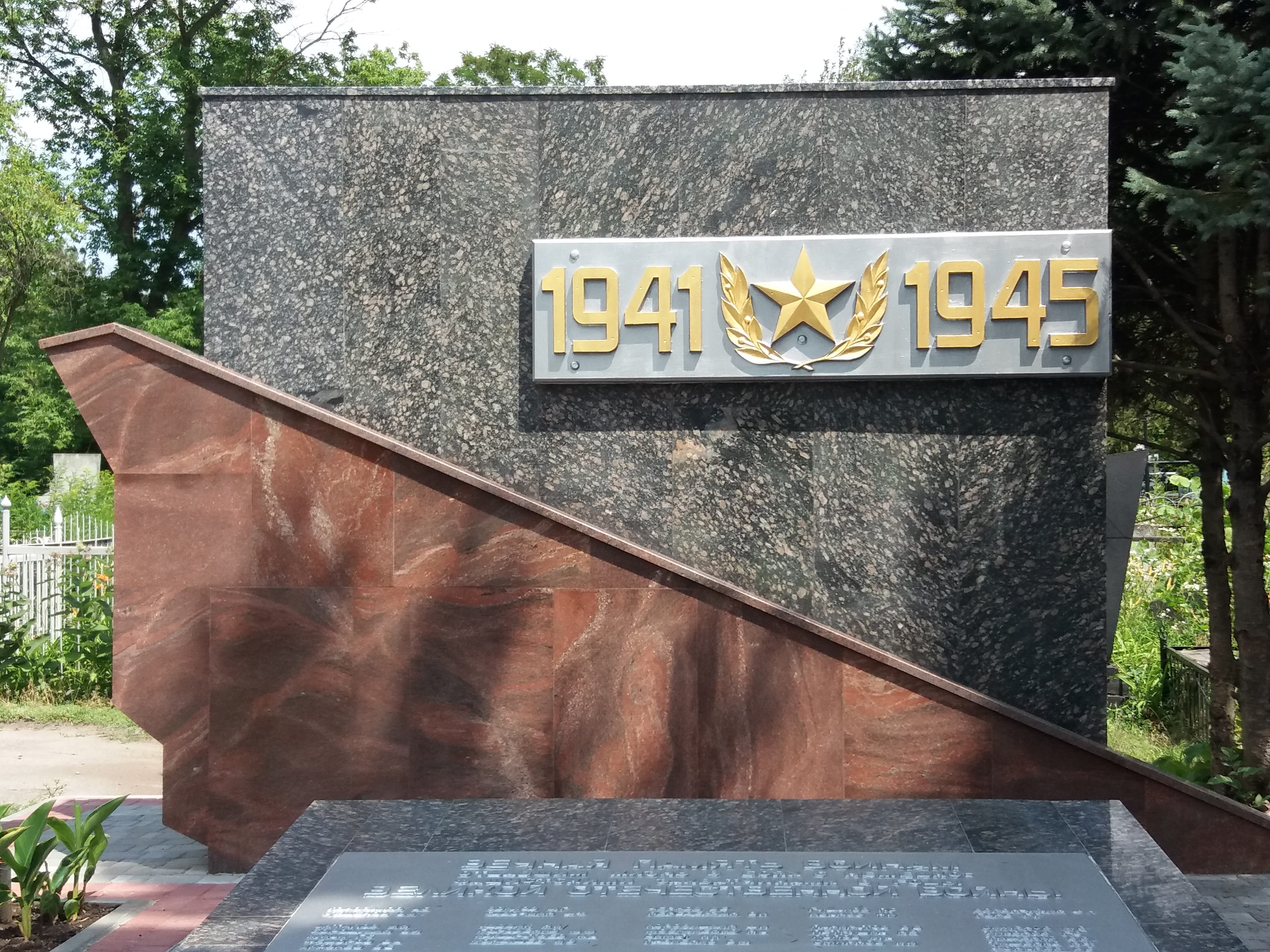
Братська могила радянських воїнів №1 на Ревівському кладовищі
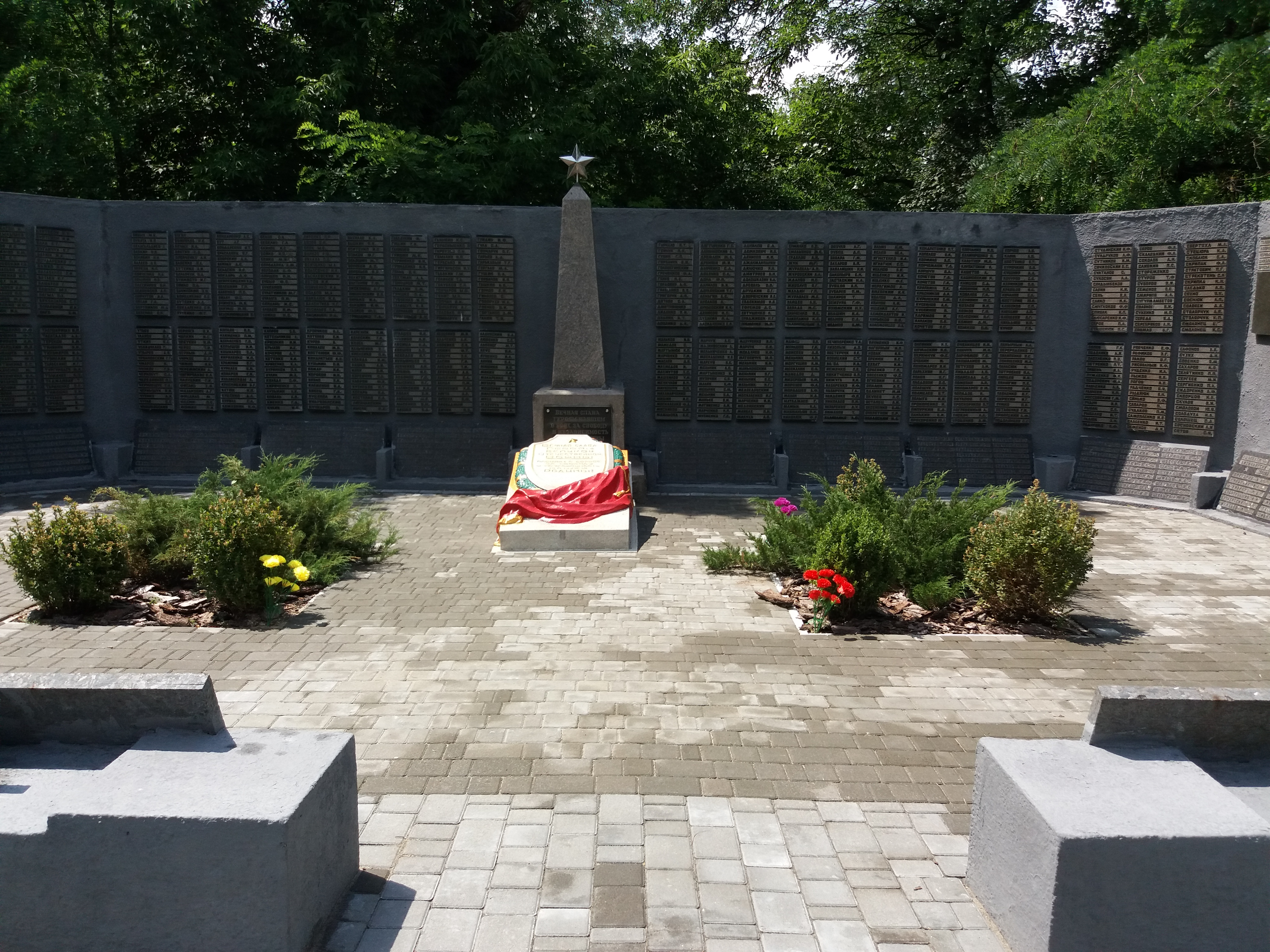
Братська могила радянських воїнів №2 на Ревівському кладовищі

## Транспорт
Вулицею проходять маршрути декількох номерів маршрутних таксі: 17, 20.